# Lepyronoxia venosa
Lepyronoxia venosa är en insektsart som beskrevs av Melichar 1915. Lepyronoxia venosa ingår i släktet Lepyronoxia och familjen spottstritar. Inga underarter finns listade i Catalogue of Life.